# El Capulín, Zacualpan
El Capulín är en ort i Mexiko.   Den ligger i kommunen Zacualpan och delstaten Veracruz, i den sydöstra delen av landet, 140 km nordost om huvudstaden Mexico City. El Capulín ligger 1 807 meter över havet och antalet invånare är 257.
Terrängen runt El Capulín är bergig österut, men västerut är den kuperad. Runt El Capulín är det ganska tätbefolkat, med 52 invånare per kvadratkilometer. Närmaste större samhälle är San Bartolo Tutotepec, 16,5 km sydost om El Capulín. I omgivningarna runt El Capulín växer i huvudsak städsegrön lövskog.